# Antonio Lamer
Joseph Antonio Charles Lamer, PC, CC (* 8. Juli 1933 in Montreal; † 24. November 2007 in Ottawa; überwiegend Antonio Lamer genannt) war ein kanadischer Richter und Rechtswissenschaftler. Er gehörte von 1980 bis 2000 dem Obersten Gerichtshof von Kanada an und war ab 1990 dessen Vorsitzender (Chief Justice).

## Biografie
Lamer diente mehrere Jahre lang in der kanadischen Armee, von 1950 bis 1954 bei der Artillerie, danach bis 1960 in der militärischen Verwaltung. In dieser Zeit studierte er Recht an der Universität Montreal. 1957 erhielt er die Zulassung als Rechtsanwalt und praktizierte in der Anwaltskanzlei Cutler, Lamer, Bellemare and Associates. Daneben war er auch Professor an der Rechtsfakultät der Universität Montreal, sein Spezialgebiet war die Kriminologie.
Ab 1969 gehörte Lamer dem Obersten Gerichtshof Québecs an, ab 1978 dem Appellationsgericht dieser Provinz. Premierminister Pierre Trudeau ernannte ihn am 28. März 1980 zum Richter am Obersten Gerichtshof von Kanada. Am 1. Juli 1990 erfolgte die Ernennung zum Chief Justice durch Premierminister Brian Mulroney. Lamer übte dieses Amt bis 6. Januar 2000 aus. Nach seinem Rücktritt schloss er sich als Berater der Anwaltskanzlei Stikeman Elliott in Toronto an.